# Vela al terzo

Diagramma che mostra i nomi delle parti di una randa al terzo.

La vela al terzo o da trabaccolo è un tipo di vela aurica, con il lato superiore inferito a una antennella e la mura bordata o sulla prua o a piè d'albero. 
Inoltre è una vela di taglio e come tale il vento può lavorare su entrambe le facce.
Rispetto alle più comuni vele dell'armamento marconi, il bordo d'entrata del vento si divide in due tratti: uno superiore (di sopra) e uno inferiore (da terra o mura).
Il nome deriva dal modo in cui la drizza è data volta  rispetto all'estremità prodiera dell'antennella, appunto un terzo della lunghezza totale del lato superiore della vela. 
La scotta viene bordata o in murata o a un boma.

## Origini della vela al terzo
Storicamente, i primi esemplari di vela al terzo di cui siamo a conoscenza, sono quelli delle giunche cinesi. La differenza più vistosa con le vele occidentali è sicuramente l'uso delle caratteristiche stuoie irrigidite da stecche di bambù disposte in senso più o meno orizzontale.
Le imbarcazioni armate con queste vele furono documentate anche da Marco Polo nel Milione.